# 陣内倫洋の土曜モー!
陣内倫洋の土曜モー！（じんないともひろの どよもー！）は、2007年4月7日から2008年3月29日まで山形放送（YBCラジオ）で土曜7:00 - 9:00に放送されていた朝ワイド番組で、「グッとモーニン!!」の兄弟番組にあたる。番組タイトルは「土曜モーニング」の略と「土曜日の牛」から来ている（番宣CMで「どよ(陣内アナの声)、モ〜(牛の鳴き声)」と宣伝しているため）。コンセプトは「毎日の忙しい日々に疲れているリスナーへの応援」。陣内アナが、"連日の疲労"を抱えるリスナーへ、牧場にいるような感じの、癒しと元気のトークを毎週届ける。ちなみに番組のロゴは「牛」のほかに「牧草」をも模っている。その名の通り、この番組はいわゆる「聴く牧場」。しかし、予算不足に加え、陣内アナの番組人事異動などで打ち切り。2008年4月からは新番組『安藤勲の土曜は最高!』がスタートした。

## パーソナリティー
- 陣内倫洋

※陣内アナが休みの場合は、佐伯敏光アナ、小川香織アナ、青山友紀アナ、門田和弘アナのどちらかが代役で出演する。

## 内包ネット番組
- 7時台:アミューズメントワールド（NRN）
- 8時台:日本全国8時です（JRN）